# Spooksville (série télévisée)
Spooksville est une série télévisée d'aventure fantastique américano-canadienne en 22 épisodes de 23 minutes, créée d'après la série de livres éponyme de 	Christopher Pike et diffusée entre le 26 octobre 2013 et le 17 mai 2014 sur Hub Network,.
En France, elle a été diffusée à partir du 20 décembre 2014 sur Télétoon+.

## Synopsis
Adam Freeman découvre que la ville dans laquelle il a emménagé, Spooksville, est le lieu où s'affrontent le bien et le mal, aux côtés de ses trois meilleurs amis, Sally, Watch, et Ann.

## Fiche technique
- Titre original : Spooksville
- Création : Christopher Pike, Dan Angel et Billy Brown
- Scénario : Christopher Pike, d'après la série de livres Spooksville
- Musique : James Jandrisch
- Production : Harvey Kahn, Allen Lewis, Christopher Pike, Jillian Share, Gary Shaw et Jane Startz
- Sociétés de production : Front Street Pictures, Jane Startz Productions et Springville Productions
- Sociétés de distribution : Discovery Communications
- Pays d'origine :  États-Unis et  Canada
- Langue originale : anglais
- Format : couleur
- Genre : série d'aventure, fantastique, horrifique
- Durée : 23 minutes
- Dates de diffusion :
  -  États-Unis : 26 octobre 2013 sur Hub Network
  -  France : 20 décembre 2014 sur Télétoon+

## Distribution
- Keean Johnson: Adam Freeman
- Katie Douglas (II): Sally Wilcox
- Nick Purcha: Watch Waverly
- Morgan Taylor Campbell: Ann Templeton

## Épisodes
1. La ville de la peur [1/2] (The Secret Path [1/2])[4]
2. Le chemin secret [2/2] (The Secret Path [2/2])[5]
3. Le phare hanté (The Howling Ghost)
4. La grotte-monstre (The Haunted Cave)
5. Un bonbon ou un sort ? (The Evil House)
6. Les mangeurs de peur (The Thing in the Closet)
7. La fleur de lune (The Fire Inside)
8. La pierre à voeux (The Wishing Stone)
9. Le chat maléfique (The Wicked Cat)
10. Les sans-corps (The No-Ones)
11. Le ninja contre la reine des ténèbres (The Dark Corner)
12. La malédiction du pirate (Shell Shock)
13. La plante envoûtante (Flowers of Evil)
14. Disparition en plein brouillard (Phone Fear)
15. Panique à l'hôpital (Critical Care)
16. Le bal des vampires (Blood Drive)
17. Pères et fils (Fathers and Sons)
18. L'invasion des nains de jardin (Gnome Alone)
19. Oh monstre, mon beau monstre (Oh Monster, My Monster)
20. Le labyrinthe (The Maze)
21. La femme aux multiples visages (Run)
22. La pierre (Stone)

Sources : Télé-Loisirs